# Mittelmühle (Kressbronn am Bodensee)
Mittelmühle ist ein Weiler der Gemeinde Kressbronn am Bodensee im baden-württembergischen Bodenseekreis in Deutschland.

## Lage
Der Weiler Mittelmühle liegt am Nonnenbach, rund einen Kilometer östlich der Kressbronner Ortsmitte zwischen den anderen Ortsteilen Gattnau, Retterschen und Obermühle.

## Mühle
Die namensgebende Mittelmühle wurde 1426 erstmals urkundlich erwähnt. Zuletzt versorgte das Wasser des Nonnenbachs sie über einen Mühlenkanal mit Mühlenweiher und trieb ein oberschlächtiges Wasserrad an. Heute dienen eine Turbine und ein Generator der umweltfreundlichen Stromerzeugung.

## Nonnenbach

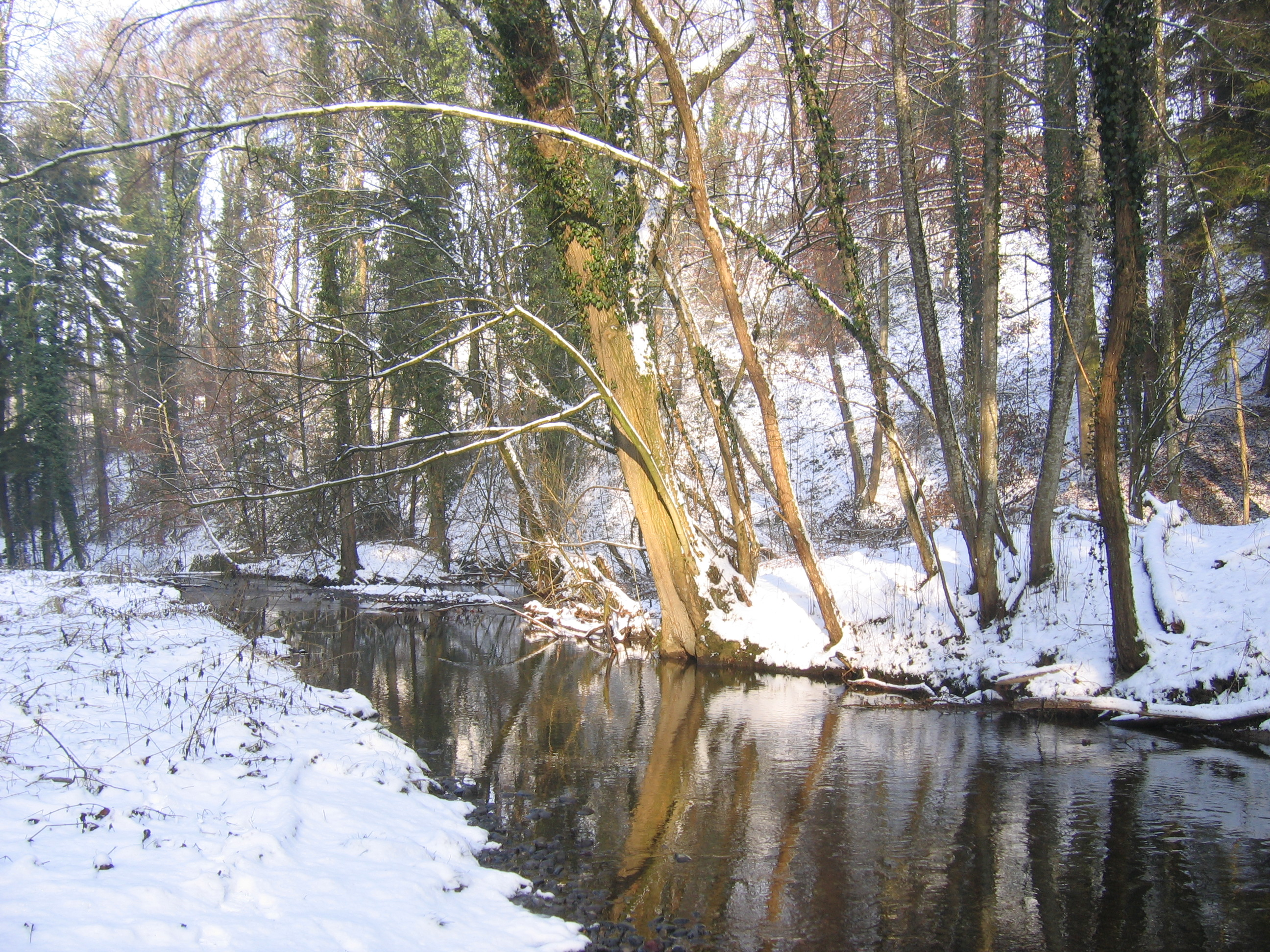
Am Wehr der Mittelmühle

Das Tal des bei Achberg entspringenden Nonnenbachs ist zwischen Kressbronn und der bayerischen Landesgrenze als Landschaftsschutzgebiet ausgewiesen. Schutzzweck ist die Erhaltung der Schönheit und Eigenart der Kuppenlandschaft mit dem eingelagerten Bachtal und den bewaldeten Hügeln in ihrer landschaftlichen Vielfalt. Dieses Gebiet mit seiner abwechselnden landwirtschaftlichen Nutzung durch Wiesen-, Weiden-, Acker- und Obstbauflächen soll in seinem Erholungswert erhalten und gesichert werden.
- → Siehe auch: Seenplatte und Hügelland südlich der Argen und Nonnenbachtal